# Hithadhoo-Zone-Stadion
Das Hithadhoo-Zone-Stadion ist ein Sportstadion in Addu City auf Addu-Atoll, Malediven. Es wird gegenwärtig vor allem für Fußballspiele genutzt. Das Stadion bietet Platz für 5.000 Zuschauer. Für die Ausrichtung des AFC Challenge Cups 2014 wurde am 14. Januar mit Renovierungs- und Erweiterungsarbeiten begonnen. Die Kosten dafür beliefen sich auf 71,5 Mio. MVR (3,4 Mio. €).